# Norwegische Tänze
Die Norwegischen Tänze op. 35 sind eine Sammlung von vier Tänzen für Klavier zu vier Händen im Stil der Romantik, welche der Komponist Edvard Grieg 1881 bei der Edition Peters herausbrachte.

## Hintergrund
Nach einem Kuraufenthalt wegen Magenbeschwerden in Karlsbad zog Grieg nach Lofthus am Sørfjord in der Region Hardanger. Dort komponierte er, angeregt durch Antonín Dvořáks Slawische Tänze und Johannes Brahms’ Ungarische Tänze, vier Tänze für vier Hände, die er Norwegische Tänze nannte. Im Gegensatz zu Dvořák und Brahms benutzte er vier der überlieferten Primärmelodien aus Ludvig Mathias Lindemans Sammlung Alte und neue Bergmelodien (1853). Griegs Erstfassung der Norwegischen Tänze erschien im Jahr 1881 bei Max Abraham in der Edition Peters, der er 1887 ein zweihändiges Arrangement für Klavier folgen ließ, das im Jahr 2017 von dem norwegischen Komponisten Einar Steen-Nøkleberg im Henle-Verlag neu herausgegeben wurde.
Grieg selbst zeigte kein Interesse daran, sein Opus 35 selbst für Orchester auszuarbeiten, gleichwohl war er damit einverstanden, dass im Jahr 1886 durch den dänischen Cellisten und Komponisten Robert Henriques die ersten drei Tänze als Ballettmusik für den 2. Akt von Griegs Bühnenmusik zu Ibsens Peer Gynt instrumentiert wurden. Die Edition Peters lehnte deren Herausgabe jedoch ab, weil sie aus ihrer Sicht in Deutschland zu unbekannt seien. Erst nachdem sich der Verlag mit Grieg, der einen französischen Komponisten wie z. B. Édouard Lalo bevorzugt hätte, darauf einigte, den böhmischen Dirigenten, Komponisten und Bratschisten Hans Sitt mit einer neuen Orchestrierung zu beauftragen, erschien von diesem im Jahr 1890 bei Peters eine Instrumentation der Norwegischen Tänze, die in dieser Fassung bevorzugt aufgeführt werden. Einen darüber hinaus gehenden Vorschlag von Max Abraham, den Tanz Nummer 2 als festen Bestandteil in die Peer-Gynt-Suite aufzunehmen, lehnte Grieg jedoch strikt ab, weil aus seiner Sicht alles darin „original“ (also Grieg) sein sollte, die Melodien der Tänze aber ursprünglich Lindemans Sammlung entnommen worden waren. Griegs Freund und Schüler Frank Van der Stucken brachte später eine eigene Orchesterfassung der Tänze Nr. 2 und Nr. 3 heraus.
Grieg schätzte seine Norwegischen Tänze sehr und führte sie bevorzugt mit seiner Gattin Nina, geb. Hagerup auf, aber auch mit seinem Freund Julius Röntgen, zuletzt in seinem Todesjahr 1907.

## Tänze
Alle Tänze stehen im 2/4-Takt und sind dreiteilig. Hierbei ändert sich das Tongeschlecht des Grundtones im ersten und in den beiden letzten Tänzen. Der Mittelteil des ersten Tanzes steht in D-Dur, der Mittelteil im dritten Tanz in g-Moll und der Mittelteil des letzten Tanzes steht in d-Moll. Der Mittelteil des zweiten Satzes steht in der Mollparallele fis-Moll.
Für den ersten Tanz benutzte Grieg Sinclairs Marsch, ein Lied aus dem Bergland im Norden Norwegens. Inspiriert dazu könnte er durch seine schottische Herkunft aus dem Clan der McGregors gewesen sein. Zwei tänzerische Teile umrahmen einen lyrischen Mittelteil, welcher in D-Dur, später in fis-Moll steht. Der Hauptteil wird geprägt durch starke dynamische Kontraste.
Für die anderen Tänze verwendete er jeweils den Halling, einen volkstümlichen norwegischen Tanz im 2/4- oder 6/8-Takt im mäßigen Tempo. Dabei erfreut sich der zweite Tanz mit seiner prägenden Oboenstimme in der Orchesterfassung besonderer Beliebtheit, weswegen er vielfach auch als Solostück auf Tonträgern zu hören ist. Der dritte Tanz mit den Tempi schnell-langsam-schnell ist, ebenso wie der erste, von starken dynamischen Kontrasten geprägt. Im vierten und umfangreichsten Tanz folgt auf die dreiteilige Anlage noch eine zweiteilige Coda, die in einem furiosen Prestissimo endet.
Weitere Arrangements erschienen unter anderem für Violine und Klavier (Hans Sitt), für Violine, Cello und Klavier (Hans Sitt), für zwei Klaviere (Philipp Werthner, 1919), für Piccoloflöte, 2 Flöten, 2 Oboen, 2 Clarinetten, 2 Fagotte, 4 Hörner und Kontrabass (Patrick Clements, 2020) und für Militärorchester (Patrick Gilmore, 1908).

### Bezeichnung der Tänze
- 1) Allegro moderato (d-Moll)
- 2) Allegretto tranquillo e grazioso (A-Dur)
- 3) Allegro moderato alla Marcia (G-Dur)
- 4) Allegro molto (D-Dur)